# Список великих князей Российской империи
Список великих князей Российской империи включает представителей мужского пола дома Романовых, в том числе императоров.

## Великие князья дома Романовых
| Легенда                                         |
| ----------------------------------------------- |
| - — умер в младенчестве - — стал царём - — убит |

Сыновья императоров, не ставшие императорами, в таблице отмечены голубым, внуки — темно-голубым. Цесаревичи отмечены оранжевым, а умершие в детстве великие князья — зеленым. Неравнородные морганатические супруги выделены курсивом.
2-е поколение императорской фамилии (дети Петра I — Алексей Петрович, Петр Петрович и Павел) законодательно титула «великого князя» не носили, хотя на надгробии двух последних начертано «благоверный царевич великий князь».
| Изображение в детстве (юности) | Имя                                                      | Год рождения | Год смерти | Супруга | Примечание | Изображение |
| ------------------------------ | -------------------------------------------------------- | ------------ | ---------- | --- | --- | ----------- |
| 3-е поколение                  |                                                          |              |            | | |             |
|                                | Пётр Алексеевич                                          | 1715         | 1730       | нет | 1728 — император Пётр II. С рождения Пётр Алексеевич именовался великим князем. До этого сыновья царей именовались царевичами; рождение Петра стало первым со времени введения царского титула (и первым в истории дома Романовых) появлением внука у царствующего государя. |             |
|                                | Пётр Фёдорович (Карл Петер Ульрих Гольштейн-Готторпский) | 1728         | 1762, убит | 1745 — Екатерина II                                                                                         | 1761 — император Пётр III |             |
| 4-е поколение                  |                                                          |              |            | | |             |
|                                | Павел Петрович                                           | 1754         | 1801, убит | 1. 1773 — Наталья Алексеевна (великая княгиня) 2. 1776 — Мария Фёдоровна (жена Павла I)                     | 1762 — цесаревич, 1796 — император Павел I |             |
| 5-е поколение                  |                                                          |              |            | | |             |
|                                | Александр Павлович                                       | 1777         | 1825       | 1793 — Елизавета Алексеевна                                                                                 | 1796 — цесаревич, 1801 — император Александр I, 1-й сын Павла I |             |
|                                | Константин Павлович                                      | 1779         | 1831       | 1. 1796 — Анна Фёдоровна 2. 1820 — Иоанна (Жанетта) Грудзинская                                             | 1801 — цесаревич, 2-й сын Павла I (отрекся от права на престол в пользу 3-го сына) |             |
|                                | Николай Павлович                                         | 1796         | 1855       | 1817 — Александра Фёдоровна (жена Николая I)                                                                | 1825 — император Николай I, 3-й сын Павла I (титула наследника цесаревича не носил) |             |
|                                | Михаил Павлович                                          | 1798         | 1849       | 1823 — Елена Павловна (Фредерика Вюртембергская)                                                            | 4-й сын Павла I |             |
| 6-е поколение                  |                                                          |              |            | | |             |
|                                | Александр Николаевич                                     | 1818         | 1881, убит | 1. 1841 — Мария Александровна (императрица) 2. 1880 — Долгорукова, Екатерина Михайловна (княгиня Юрьевская) | 1831 — цесаревич, 1855 — император Александр II, 1-й сын Николая I |             |
|                                | Константин Николаевич                                    | 1827         | 1892       | 1848 — Александра Иосифовна                                                                                 | 2-й сын Николая I |             |
|                                | Николай Николаевич Старший                               | 1831         | 1891       | 1856 — Александра Петровна                                                                                  | 3-й сын Николая I |             |
|                                | Михаил Николаевич                                        | 1832         | 1909       | 1857 — Ольга Фёдоровна                                                                                      | 4-й сын Николая I |             |
| 7-е поколение                  |                                                          |              |            | | |             |
|                                | Николай Александрович                                    | 1843         | 1865       | нет | 1855 — цесаревич. 1-й сын Александра II. Умер молодым, не вступив на престол |             |
|                                | Александр Александрович                                  | 1845         | 1894       | 1866 — Мария Фёдоровна (жена Александра III)                                                                | 1865 — цесаревич, 1881 — император Александр III 2-й сын Александра II |             |
|                                | Владимир Александрович                                   | 1847         | 1909       | 1874 — Мария Павловна, герцогиня Мекленбург-Шверинская                                                      | 3-й сын Александра II |             |
|                                | Алексей Александрович                                    | 1850         | 1908       | 1868 (?) — Жуковская, Александра Васильевна                                                                 | 4-й сын Александра II |             |
|                                | Сергей Александрович                                     | 1857         | 1905, убит | 1884 — Елизавета Фёдоровна                                                                                  | 5-й сын Александра II |             |
|                                | Павел Александрович                                      | 1860         | 1919, убит | 1889 — Александра Георгиевна                                                                                | 6-й сын Александра II |             |
|                                | Николай Константинович                                   | 1850         | 1918       | 1. Дрейер, Надежда Александровна (Искандер) 2. другие женщины (?): Дарья Часовитинова, Варвара Хмельницкая  | внук Николая I, 1-й сын Константина Николаевича |             |
|                                | Константин Константинович                                | 1858         | 1915       | 1884 — Елизавета Маврикиевна                                                                                | внук Николая I, 2-й сын Константина Николаевича |             |
|                                | Дмитрий Константинович                                   | 1860         | 1919, убит | нет | внук Николая I, 3-й сын Константина Николаевича |             |
|                                | Вячеслав Константинович                                  | 1862         | 1879       | нет | внук Николая I, 4-й сын Константина Николаевича |             |
|                                | Николай Николаевич Младший                               | 1856         | 1929       | 1907 — Анастасия Черногорская                                                                               | внук Николая I, 1-й сын Николая Николаевича-Старшего |             |
|                                | Пётр Николаевич                                          | 1864         | 1931       | 1889 — Милица Черногорская                                                                                  | внук Николая I, 2-й сын Николая Николаевича-Старшего |             |
|                                | Николай Михайлович                                       | 1859         | 1919, убит | нет | внук Николая I, 1-й сын Михаила Николаевича |             |
|                                | Михаил Михайлович                                        | 1861         | 1929       | 1891 — Меренберг, София Николаевна (графиня де Торби)                                                       | внук Николая I, 2-й сын Михаила Николаевича |             |
|                                | Георгий Михайлович                                       | 1863         | 1919, убит | 1900 — Мария Георгиевна                                                                                     | внук Николая I, 3-й сын Михаила Николаевича |             |
|                                | Александр Михайлович                                     | 1866         | 1933       | 1894 — великая княжна Ксения Александровна                                                                  | внук Николая I, 4-й сын Михаила Николаевича |             |
|                                | Сергей Михайлович                                        | 1869         | 1919, убит | нет | внук Николая I, 5-й сын Михаила Николаевича |             |
|                                | Алексей Михайлович                                       | 1875         | 1895       | нет | внук Николая I, 6-й сын Михаила Николаевича |             |
| 8-е поколение                  |                                                          |              |            | | |             |
|                                | Николай Александрович                                    | 1868         | 1918, убит | 1894 — Александра Фёдоровна (жена Николая II)                                                               | 1881 — цесаревич, 1894 — император Николай II, 1-й сын Александра III |             |
|                                | Александр Александрович                                  | 1869         | 1870       | нет | умер во младенчестве, 2-й сын Александра III |             |
|                                | Георгий Александрович                                    | 1871         | 1899       | нет | 1894 — цесаревич, 3-й сын Александра III |             |
|                                | Михаил Александрович                                     | 1878         | 1918, убит | 1912 — Шереметьевская, Наталья Сергеевна                                                                    | 1899-1904 — после смерти брата Георгия был наследником старшего брата Николая II, однако титула цесаревича не получал — именовался «Государь Наследник» 4-й сын Александра III                                                                                               |             |
|                                | Александр Владимирович                                   | 1875         | 1877       | нет | умер во младенчестве, внук Александра II, 1-й сын Владимира Александровича. Первоначально погребен в Петропавловском соборе, в 1909 перезахоронен в Великокняжескую усыпальницу.                                                                                             |             |
|                                | Кирилл Владимирович                                      | 1876         | 1938       | 1905 — Виктория Фёдоровна                                                                                   | внук Александра II, 2-й сын Владимира Александровича |             |
|                                | Борис Владимирович                                       | 1877         | 1943       | 1919 — Рашевская, Зинаида Сергеевна                                                                         | внук Александра II, 3-й сын Владимира Александровича |             |
|                                | Андрей Владимирович                                      | 1879         | 1956       | 1921 — Кшесинская, Матильда Феликсовна                                                                      | внук Александра II, 4-й сын Владимира Александровича |             |
|                                | Дмитрий Павлович                                         | 1891         | 1942       | 1926 — Одри Эмери                                                                                           | внук Александра II, сын Павла Александровича |             |
| 9-е поколение                  |                                                          |              |            | | |             |
|                                | Алексей Николаевич                                       | 1904         | 1918, убит | нет | 1904 — цесаревич |             |

Князья императорской крови, получившие титул «великого князя»:
- Иоанн Константинович. Первый из князей крови. Правнук Николая I. В течение нескольких дней после рождения носил титул.

О получивших этот титул в дальнейшем см. статью Пожалования титулов и орденов Российской империи после 1917 года.